# ویلیام فرانکلین
ویلیام فرانکلین (۲۲ فوریه ۱۷۳۰ – ۱۷ نوامبر ۱۸۱۳) در آمریکای بریتانیا متولد شده، وکیل، سرباز، سیاستمدار و مدیر استعماری و پسر نامشروع بنجامین فرانکلین بود.
ویلیام فرانکلین آخرین فرماندار استعماری نیوجرسی (۱۷۶۳–۱۷۷۶) و از فرماندهان لویالیست‌ها در طول دوران جنگ انقلاب آمریکا بود. در مقابل، پدرش بنجامین فرانکلین یکی از برجسته‌ترین رهبران استقلال‌طلبان و همچنین یکی از پدران بنیانگذار ایالات متحده بود.
در سال ۱۷۷۶ تا ۱۷۷۸، ویلیام رهبر اصلی نیروهای وفادار به پادشاهی جرج سوم شد. وی از پایگاه خود در شهر نیویورک واحدهای نظامی را سازماندهی کرد تا به طرفداری از نیروهای بریتانیایی با استقلال‌طلبان بجنگند. در سال ۱۷۸۲، پس از دستگیری به بریتانیا تبعید شد. وی تا زمان مرگ (۱۸۱۳. م) در لندن زندگی کرد.